# Клушин, Александр Иванович
Алекса́ндр Ива́нович Клу́шин (1763, Ливны, Орловское наместничество, Российская империя — 11 мая 1804, Ревель, Эстляндская губерния, Российская империя) — литератор, один из основоположников русского сентиментализма, совместно с И. А. Крыловым издавал журналы «Зритель» и «Санкт-Петербургский Меркурий».

## Начало биографии
Александр родился в 1763 году, в семье Ивана Степановича Клушина, подканцеляриста города Ливны. Это была обедневшая, но старинная дворянская семья. Родословная Клушиных велась ещё от легендарного касожского князя Редеди. Того самого, убитого в сражении Мстиславом Тмутараканским, братом Ярослава Мудрого. Это отмечалось в летописи Никона и в «Слове о полку Игореве»: 
иже зареза Редедю пред пълкы касожьскыми
В середине XVII века семье Клушиных была пожалована в вотчину деревня Жерино в Серболовом стане (ныне это поселок Жерино, Сергиевского сельского поселения, Ливенского района, Орловской области). В 1791 году Александр Иванович со своим младшим братом Николаем продали вотчину.
В 1774 году умирает отец. Через некоторое время, мать, Авдотья Прокофьевна, выходит замуж за Семёна Филипповича Булгакова — предка другого известного жителя Ливен — Сергея Николаевича Булгакова и, не исключено, Михаила Афанасьевича Булгакова, который тоже происходил из рода ливенских священников.
В 1778 году Александр Клушин, заканчивает ливенское уездное училище и поступает на службу в Орловскую провинциальную канцелярию, а позже, после некоторой истории, в канцелярию вновь созданного Орловского наместничества. Его начальником был Д. П. Трощинский — адъютант генерал-губернатора князя Н. В. Репнина. Д. Трощинский на долгие годы стал покровителем А. Клушина. Питал расположение к юноше и князь Репнин.
Работа и добрая воля Репнина позволили Александру пользоваться библиотекой князя. А это, в свою очередь, помогло его образованию. Александр научился хорошо формулировать мысли и слагать стихи. Также он самостоятельно освоил французский и немецкий языки.
В 1780 году Александр Иванович поступил на военную службу. Он участвует в польских походах (1783—1784), а далее определяется адъютантом в Смоленский пехотный полк. В 1786 году по болезни выходит в отставку в чине подпоручика.
С мая 1788 года жил в Санкт-Петербурге, служа «по письменным делам» в Комиссии о строении дорог.

## Жизнь в Санкт-Петербурге

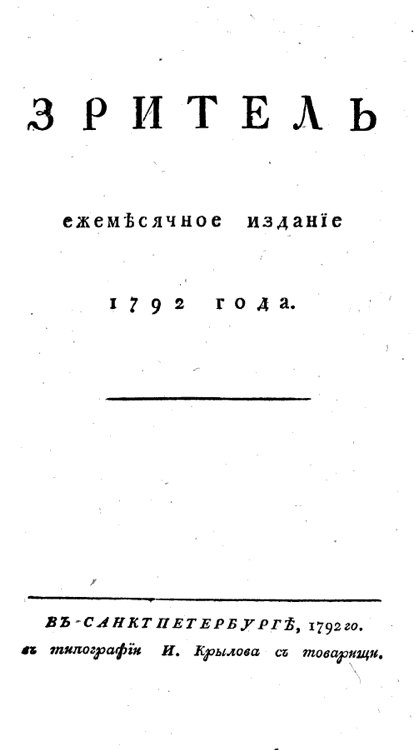
Титульная страница журнала «Зритель», где публиковались стихи и проза А. И. Клушина

С 1790 года Александр Клушин начинает публиковать свои литературные труды. Первой издаётся переведённая им в 1787 году с французского комедия Жозефа Патра— «Рассудительный дурак, или Англичанин» («Anglais, ou le Fou raisonnable», 1781 г.). К этому периоду относится знакомство с И. А. Крыловым, а чуть позже и с И. Г. Рахманиновым.
Всех троих объединила любовь к идеям Вольтера. К 1792 году дружба Клушина с Крыловым окончательно укрепилась. Поэтому, когда Крылов, совместно с И. А. Дмитревским, П. А. Плавильщиковым и пр. начал издавать журнал «Зритель», туда был приглашён и Клушин. В конце 1791 года Клушин становится пайщиком типографии «И. Крылов с товарыщами» и вместе с Крыловым поселяется при новой типографии в доме И. И. Бецкого. Считается, что Александр Иванович положительно влиял как на самого Крылова, так и на ход разоблачительных публикаций журнала.
Проза Клушина в «Зрителе» особенно интересна сатирическими очерками с названием «Портреты». Там высмеиваются пристрастия современников ко всему иностранному, низкие страсти общества, уродливые явления крепостного права.
Из стихов современниками были отмечены «Несчастье от лорнета», «Роза» и «Совет Хлое».
В 1792 году помещения типографии были обысканы полицией. Она, по приказу П. А. Зубова пыталась найти крамольные сочинения. Искали и в комнате А. Клушина. От него требовали разъяснений по поэме «Горлицы», где под видом сорок были изображены взяточники-судьи, а под видом горлиц — народное суеверие. Но по счастью, к этому моменту рукопись была уже Клушиным уничтожена.
С 1793 года Клушин вместе с Крыловым становится официальным издателем «Санкт-Петербургского Меркурия», бывшего, своего рода, продолжением «Зрителя». В новом журнале был открыт новый отдел «российских анекдотов» про разных российских функционеров, опубликован ряд переводов Вольтера, Галлера, Геснера, Поупа, Даламбера. Регулярно рецензировались выходившие книги и театральные постановки.
В «Санкт-Петербургском Меркурии» вышла в свет повесть Клушина «Несчастный М-в», написанная под влияние сентиментализма и ставшая одним из первых русских произведений этого жанра. Сюжет фактически был заимствован у Гёте («Страдания юного Вертера»). Недаром в 1802 году в Петербурге она была переиздана под новым заглавием: «Вертеровы чувствования, или несчастный M-в Оригинальный анекдот», а в 1804 году опубликована под видом французского перевода Е. П. Люценко в «Журнале для милых» (№ 9. — С. 149—166).
Почти в каждом номере Клушин также помещал свои стихотворения («Стихи к Клое на новый год», «Человек», «Вечер», «Стихи на смерть моего друга», «К лире» и др.). Стихи Клушина, печатавшиеся в «Меркурии», отличались лёгкостью формы и заметным влиянием творчества Г. Р. Державина и М. В. Ломоносова. Наиболее замечена была ода «Человек», написанная им в 1793 году. На это И. И. Дмитриев написал: «О Бардусъ, не глуши своимъ нас лирнымъ звоном Молвь просто: человекъ… смесь Бардуса съ Невтономъ».
В 1793 году у Клушина вышла в свет первая комедия в стихах: «Смех и горе». Эта пьеса была поставлена в Малом театре. Крылов в рецензии на постановку отметил, что с таким успехом принималось редкое сочинение. 13 июня того же, 1793 года, появилась вторая комедия Клушина. На этот раз в прозе — «Алхимист». В ней один актёр исполнял семь различных ролей. Крылов, сочтя эту комедию театральным новшеством, заметил, что автор, без сомнения, «подражал в выборе сего рода писаний французам». «Алхимист» также был отлично встречен публикою.

## Женитьба и карьера
Далее А. И. Клушин получает отпуск и отправляется за границу. Однако доезжает лишь до Ревеля, где через некоторое время женится на баронессе Марии-Елене-Луизе Розен (1770—1848), незадолго перед тем разведшейся с майором Иоанном фон-Смиттен.
В 1799 году, вернувшись в Петербург, А. Клушин, при покровительстве главного директора театров А. Л. Нарышкина, назначается цензором театральных сочинений при русском театре. На этом посту ему удаётся добиться значительных успехов. По словам А. Нарышкина, Клушин наладил деятельность театральной дирекции, переработал большую часть имевшихся пьес, создал и перевёл новые. Всё это  удвоило сборы.
21 декабря 1799 года А. И. Клушину присваивают чин титулярного советника. 23 мая 1800 года, оставаясь в должности цензора, он назначается инспектором (режиссёром) российской труппы. 18 октября того же года, «за отличное прилежание в трудах», был произведён в коллежские асессоры, а 5 февраля 1802 года — в надворные советники.

## Завершающие года
В 1800 году издаётся одноактная комедия, написанная прозой «Худо быть близоруким». Вслед за тем она ставится на сцене Каменного театра, но не встречает былого одобрения публики. В том же году ставят комическую оперу «Американцы», с хорами и балетом на музыку Е. И. Фомина. Эта постановка по поручению А. Л. Нарышкина была переделана А. Клушиным заново из написанной ещё в 1788 году, но не игранной пьесы Крылова.
Последней театральной работой Александра Ивановича Клушина стала прозаическая трёхактная комедия «Услужливый». Она издана в 1801 году с посвящением давнему покровителю — Дмитрию Прокофьевичу Трощинскому.
До 1804 года А. Клушиным был написан ещё ряд произведений. В частности — «Ода на пожалование ордена Андрея гр. И. П. Кутайсову» (1800), которая стала причиной его размолвки с Крыловым, просившим из уважения к самому себе её не издавать.
В начале 1804 года Александр Иванович выезжает в Ревель на лечение, где в том же году, 11 мая умирает. У него остаётся жена и трое сыновей. О них известно лишь, что сын, Владислав, в 1830 году служил полицеймейстером в Пензе.

## Александр Клушин в глазах современников
Живой и независимый нрав А. Клушина, не гнавшегося за чинами, рождали дружеские чувства у многих встречавших его по жизни людей. Например, у И. Крылова, И. Кутайсова, А. Нарышкина, И. Рахманинова, Н. Репнина и т. д. Известный театрал С. Жихарев по свежему преданию в 1807 году отмечал, что Клушин был и «остёр и умён», являлся завсегдатаем театральных кулис и зачинателем закулисных интриг. Но были конечно и недовольные, разражавшиеся его свободными манерами и его критическими статьями.
Так, А. Т. Болотов, считая Клушина не в меру дерзким, называет его «величайшим безбожником, атеистом и ругателем христианского закона». А кроме того, отмечает всякое отсутствие почитания вышестоящего: «У наместника Беклешева был он в уважении; предлагал ему место асессорское (он — поручиком) в палате, но он смеялся и не хотел променять вольность и быть связанным».
Известна история, характеризующая Клушина как активного защитника неправомерно преследуемых: 

Осенью 1790 года театральная дирекция в лице А. Храповицкого и П. Соймонова уволила актёра С. Н. Сандунова. Для его поддержки, 10 января 1791 года А. Клушин устроил С. Сандунову бенефис, на котором игралась комическая опера Лоренцо да Понте (1749—1838), в переводе И. А. Дмитревского «Редкая вещь, или Красота и добродетель». К бенефису Клушин дописал специальный завершающий стихотворный монолог, именовавшийся «Прощание актёра с публикой». Вместе с рассказом о несправедливостях А. Храповицкого и П. Соймонова, в монологе говорилось о преследовании со стороны А. А. Безбородко невесты С. Сандунова — Е. С. Урановой. Дело дошло до Екатерины II, которая этот монолог затребовала для чтения. Позже на одном из представлений, сама Е. Уранова прямо со сцены подала императрице своё собственное прошение. В результате С. Сандунов и Е. Уранова смогли обвенчаться. Позже они перевелись на московскую сцену.